# Grasberg (Karwendel)
Der Grasberg, auch Grasbergjoch, ist ein 2020 m ü. A. hoher Berg im Karwendel in Tirol im Grasbergkamm, der das Rißtal zwischen Hinterriß und den Hagelhütten (1077 m ü. A.) auf der nördlichen Seite begleitet. Der Gipfel wird üblicherweise im Zuge einer Höhenwanderung von der Tölzer Hütte zur Plumsjochhütte über Fleischbank und Hölzelstaljoch begangen. Eine kurze Felsrinne an der Westseite ist mit einem Drahtseil versichert. Der Gipfel ist aus dem Rißtal über den Grasbergsattel (1540 m ü. A.) von Osten zu erreichen.